# U/18-EM i håndbold 2008 (drenge)
U/18-EM i håndbold 2008 for drenge var det tredje U/18-EM i håndbold for drenge, og mesterskabet blev arrangeret af EHF. Slutrunden med deltagelse af 16 hold blev afviklet i Brno i Tjekkiet i perioden 8. – 17. august 2008.
Mesterskabet blev vundet af Tyskland, som dermed vandt sin første U/18-medalje for drenge. I finalen besejrede tyskerne Danmark med 31-27, og danskerne gentog dermed bedriften fra U/18-EM i 2006, hvor det ligeledes blev til sølvmedaljer. Bronzemedaljerne gik for andet EM i træk til Sverige, som i bronzekampen besejrede Island med 42-35. De forsvarende europamestre fra Kroatien endte på femtepladsen.
Finland havde for første gang i dets håndboldforbunds 60-årige historie kvalificeret et landshold til en slutrunde. Det finske U.18-landshold endte imidlertid på 16.- og sidstepladsen.

## Slutrunde

### Indledende runde
De 16 hold spillede i den indledende runde i fire grupper med fire hold. De to bedste hold fra hver gruppe gik videre til hovedrunden om placeringerne 1-8, mens treerne og firerne spillede videre i mellemrunden om 9.- 16.-pladsen.

#### Gruppe A
| Dato  | Kamp                 | Res.  |
| ----- | -------------------- | ----- |
| 8.8.  | Slovenien - Frankrig | 23-26 |
| 8.8.  | Serbien - Norge      | 27-27 |
| 9.8.  | Norge - Slovenien    | 25-24 |
| 9.8.  | Frankrig - Serbien   | 31-32 |
| 10.8. | Slovenien - Serbien  | 36-20 |
| 10.8. | Frankrig - Norge     | 32-25 |

| Gruppe A  | Kampe | Mål   | Point |
| --------- | ----- | ----- | ----- |
| Frankrig  | 3     | 89-80 | 4     |
| Norge     | 3     | 77-83 | 3     |
| Serbien   | 3     | 79-94 | 3     |
| Slovenien | 3     | 83-71 | 2     |

#### Gruppe B
| Dato  | Kamp               | Res.  |
| ----- | ------------------ | ----- |
| 8.8.  | Danmark - Tjekkiet | 35-31 |
| 8.8.  | Island - Finland   | 34-24 |
| 9.8.  | Tjekkiet - Island  | 38-39 |
| 9.8.  | Finland - Danmark  | 19-42 |
| 10.8. | Danmark - Island   | 30-33 |
| 10.8. | Tjekkiet - Finland | 27-28 |

| Gruppe B | Kampe | Mål     | Point |
| -------- | ----- | ------- | ----- |
| Island   | 3     | 106-920 | 6     |
| Danmark  | 3     | 107-830 | 4     |
| Finland  | 3     | 071-103 | 2     |
| Tjekkiet | 3     | 096-102 | 0     |

#### Gruppe C
| Dato  | Kamp                 | Res.  |
| ----- | -------------------- | ----- |
| 8.8.  | Kroatien - Ungarn    | 26-22 |
| 8.8.  | Spanien - Slovakiet  | 34-20 |
| 9.8.  | Slovakiet - Kroatien | 26-41 |
| 9.8.  | Ungarn - Spanien     | 29-32 |
| 10.8. | Kroatien - Spanien   | 21-26 |
| 10.8. | Ungarn - Slovakiet   | 31-27 |

| Gruppe C  | Kampe | Mål     | Point |
| --------- | ----- | ------- | ----- |
| Spanien   | 3     | 92-70   | 6     |
| Kroatien  | 3     | 88-74   | 4     |
| Ungarn    | 3     | 82-85   | 2     |
| Slovakiet | 3     | 073-106 | 0     |

#### Gruppe D
| Dato  | Kamp                     | Res.  |
| ----- | ------------------------ | ----- |
| 8.8.  | Sverige - Tyskland       | 27-27 |
| 8.8.  | Bosnien-Herc. - Rusland  | 27-33 |
| 9.8.  | Rusland - Sverige        | 26-34 |
| 9.8.  | Tyskland - Bosnien-Herc. | 37-19 |
| 10.8. | Sverige - Bosnien-Herc.  | 37-23 |
| 10.8. | Tyskland - Rusland       | 36-22 |

| Gruppe D      | Kampe | Mål     | Point |
| ------------- | ----- | ------- | ----- |
| Tyskland      | 3     | 100-680 | 5     |
| Sverige       | 3     | 98-76   | 5     |
| Rusland       | 3     | 81-97   | 2     |
| Bosnien-Herc. | 3     | 069-107 | 0     |

### Mellemrunde
Mellemrunden havde deltagelse af de otte hold, der sluttede på 3.- eller 4.-pladserne i grupperne i den indledende runde. De fire hold fra gruppe A og B samledes i gruppe I1, mens de fire hold fra gruppe C og D blev samlet i gruppe I2. I de to grupper spillede holdene alle-mod-alle, bortset fra at resultater af indbyrdes opgør mellem hold fra samme indledende gruppe overførtes til mellemrunden. De to bedst placerede hold i hver gruppe gik videre til placeringskampene om 9. – 12.-pladsen, mens treerne og firerne måtte nøjes med at spille placeringskampe om 13. – 16.-pladsen.

#### Gruppe I1
| Dato  | Kamp                 | Res.  |
| ----- | -------------------- | ----- |
| 12.8. | Tjekkiet - Serbien   | 30-34 |
| 12.8. | Finland - Slovenien  | 31-43 |
| 13.8. | Slovenien - Tjekkiet | 33-31 |
| 13.8. | Serbien - Finland    | 41-25 |

| Gruppe I1 | Kampe | Mål     | Point |
| --------- | ----- | ------- | ----- |
| Slovenien | 3     | 112-820 | 6     |
| Serbien   | 3     | 95-91   | 4     |
| Finland   | 3     | 084-111 | 2     |
| Tjekkiet  | 3     | 88-95   | 0     |

#### Gruppe I2
| Dato  | Kamp                      | Res.  |
| ----- | ------------------------- | ----- |
| 12.8. | Bosnien-Herc. - Ungarn    | 39-32 |
| 12.8. | Rusland - Slovakiet       | 30-34 |
| 13.8. | Slovakiet - Bosnien-Herc. | 29-41 |
| 13.8. | Ungarn - Rusland          | 31-30 |

| Gruppe I2     | Kampe | Mål     | Point |
| ------------- | ----- | ------- | ----- |
| Bosnien-Herc. | 3     | 107-940 | 4     |
| Ungarn        | 3     | 94-96   | 4     |
| Slovakiet     | 3     | 090-102 | 2     |
| Rusland       | 3     | 93-92   | 2     |

### Hovedrunde
Hovedrunden havde deltagelse af de otte hold, der sluttede på 1.- eller 2.-pladserne i grupperne i den indledende runde. De fire hold fra gruppe A og B samledes i gruppe M1, mens de fire hold fra gruppe C og D blev samlet i gruppe M2. I de to grupper spillede holdene alle-mod-alle, bortset fra at resultater af indbyrdes opgør mellem hold fra samme indledende gruppe overførtes til hovedrunden. De to bedst placerede hold i hver gruppe gik videre til semifinalerne, mens treerne og firerne måtte nøjes med at spille placeringskampe om 5. – 8.-pladsen.

#### Gruppe M1
| Dato  | Kamp               | Res.  |
| ----- | ------------------ | ----- |
| 12.8. | Frankrig - Danmark | 29-38 |
| 12.8. | Island - Norge     | 33-34 |
| 13.8. | Danmark - Norge    | 30-26 |
| 13.8. | Frankrig - Island  | 25-35 |

| Gruppe M1 | Kampe | Mål     | Point |
| --------- | ----- | ------- | ----- |
| Island    | 3     | 101-890 | 4     |
| Danmark   | 3     | 98-88   | 4     |
| Frankrig  | 3     | 86-98   | 2     |
| Norge     | 3     | 85-95   | 2     |

#### Gruppe M2
| Dato  | Kamp                | Res.  |
| ----- | ------------------- | ----- |
| 12.8. | Spanien - Sverige   | 21-29 |
| 12.8. | Tyskland - Kroatien | 38-21 |
| 13.8. | Sverige - Kroatien  | 40-24 |
| 13.8. | Spanien - Tyskland  | 23-24 |

| Gruppe M2 | Kampe | Mål     | Point |
| --------- | ----- | ------- | ----- |
| Sverige   | 3     | 96-72   | 5     |
| Tyskland  | 3     | 89-71   | 5     |
| Spanien   | 3     | 70-74   | 2     |
| Kroatien  | 3     | 066-104 | 0     |

### Placeringskampe
| 13.- 16.-pladsen    | 13.- 16.-pladsen     | 13.- 16.-pladsen |
| Dato                | Kamp                 | Res.             |
| ------------------- | -------------------- | ---------------- |
| Semifinaler         |                      |                  |
| 14.8.               | Finland - Rusland    | 26-31            |
| 14.8.               | Slovakiet - Tjekkiet | 29-37            |
| Kamp om 15.-pladsen |                      |                  |
| 16.8.               | Finland - Slovakiet  | 28-34            |
| Kamp om 13.-pladsen |                      |                  |
| 16.8.               | Rusland - Tjekkiet   | 27-42            |

| 9.- 12.-pladsen     | 9.- 12.-pladsen         | 9.- 12.-pladsen |
| Dato                | Kamp                    | Res.            |
| ------------------- | ----------------------- | --------------- |
| Semifinaler         |                         |                 |
| 14.8.               | Slovenien - Ungarn      | 34-25           |
| 14.8.               | Bosnien-Herc. - Serbien | 26-43           |
| Kamp om 11.-pladsen |                         |                 |
| 16.8.               | Ungarn - Bosnien-Herc.  | 31-32           |
| Kamp om 9.-pladsen  |                         |                 |
| 16.8.               | Slovenien - Serbien     | 28-25           |

| 5.- 8.-pladsen     | 5.- 8.-pladsen      | 5.- 8.-pladsen |
| Dato               | Kamp                | Res.           |
| ------------------ | ------------------- | -------------- |
| Semifinaler        |                     |                |
| 15.8.              | Frankrig - Kroatien | 24-25          |
| 15.8.              | Spanien - Norge     | 34-25          |
| Kamp om 7.-pladsen |                     |                |
| 17.8.              | Frankrig - Norge    | 37-32          |
| Kamp om 5.-pladsen |                     |                |
| 17.8.              | Kroatien - Spanien  | 28-23          |

### Finalekampe
| Dato        | Kamp               | Res.  |
| ----------- | ------------------ | ----- |
| Semifinaler |                    |       |
| 15.8.       | Island - Tyskland  | 28-33 |
| 15.8.       | Sverige - Danmark  | 32-34 |
| Bronzekamp  |                    |       |
| 17.8.       | Island - Sverige   | 35-42 |
| Finale      |                    |       |
| 17.8.       | Tyskland - Danmark | 31-27 |

### Medaljevindere
| Guld | Sølv | Bronze | Nr. 4 |
| --- | --- | --- | --- |
| Tyskland | Danmark | Sverige | Island |
| Nils Dresrüsse Hendrik Pekeler Michel Abt Alexander Becker Maximilian Schubert Yannik Grothe Rene Drechsler Jochen Geppert Maximilian Bender Steffen Fäth Christoph Steinert Niklas Ruß Marcel Schliederman Tom Wetzel Tim Hornke Felix König | Thomas Aagaard Johan Hammer von Halling Koch Dan Beck-Hansen Morten Vium Troelsen Kasper Olsen Peter Balling Christensen Andreas Stryger Jeppe Jonasson Mikkel Saad Alexander Lynggaard Jonas S. Porup Anders Dilling Tobias T. Møller Oliver S. Pedersen Rasmus Lauge Schmidt Nikolaj Veje Rasmussen | Leo Larsson Iris Garnibegovic Mattias Zachrisson Almir Suljevic Magnus Persson Sebastian Carlsson Henrik Wellbring Rex Blom Jesper Östlund Richard Hanisch Johannes Sandgren Flamour Gerbechi Andreas Arrman Rikard Lönn Mattias Thynell Andreas Nilsson | Sigurdur Örn Arnarson Sigurdur Ágústsson Ólafur Guðmundsson Aron Pálmarsson Heimir Óli Heimisson Tjörvi Þorgeirsson Kristjan Örn Arnarsson Gudmundur Árni Ólafsson Stefán Sigurmannsson Svavar Olafsson Einar Hedinsson Oddur Gretarsson Örn Ingi Bjarkason Arnór Stefansson Bjarki Már Elísson Ragnar Johannsson |